# Сільське господарство Швеції

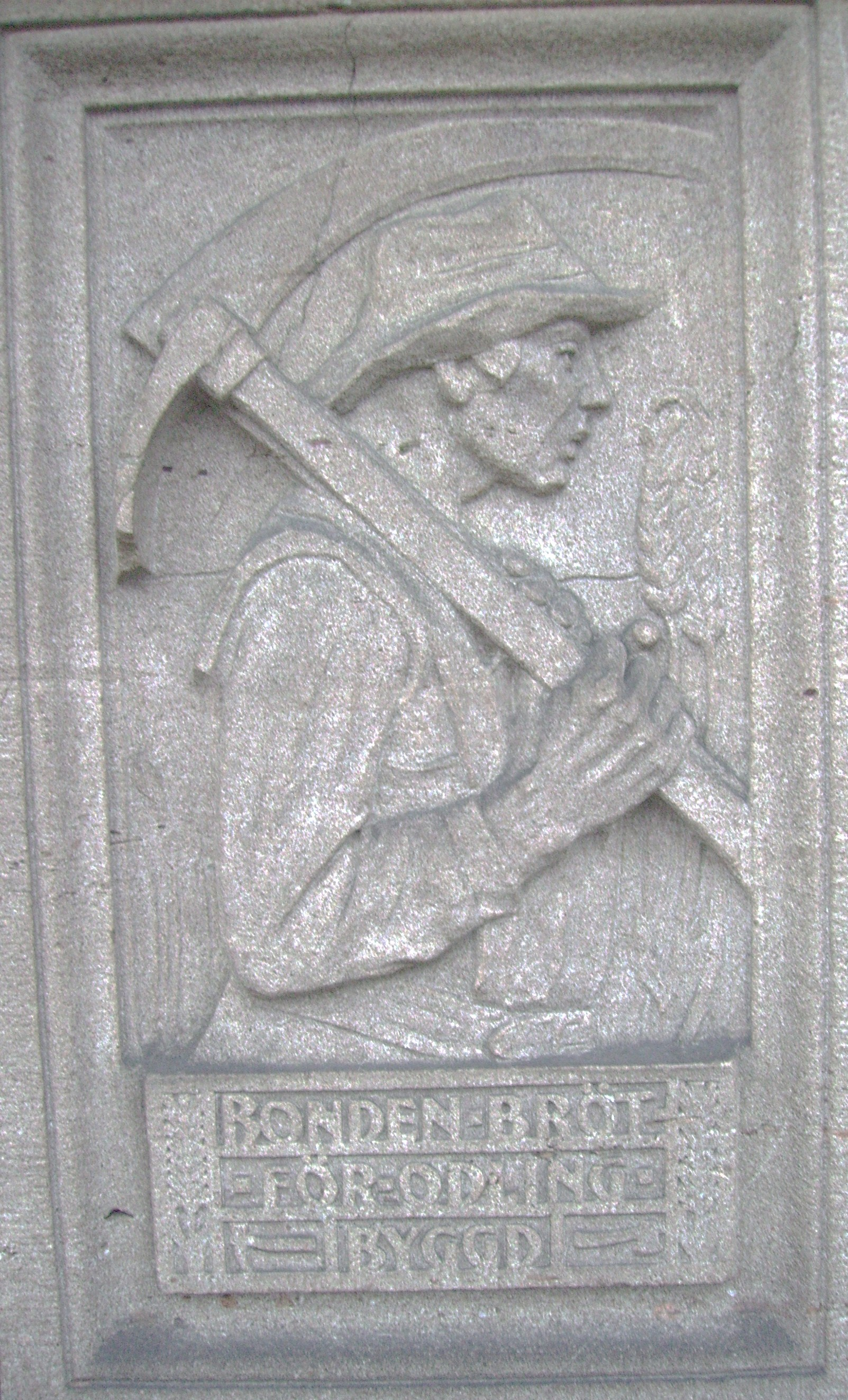
«Bonden bröt för odling byggd». Деталь біля входу до Скандинавського музею.

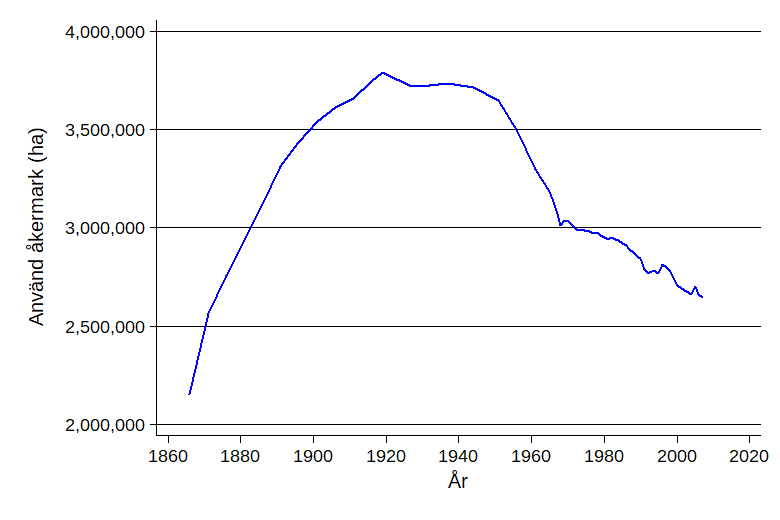
Площа використовуваного поля (у гектарах) у Швеції за 1866—2007 роки.

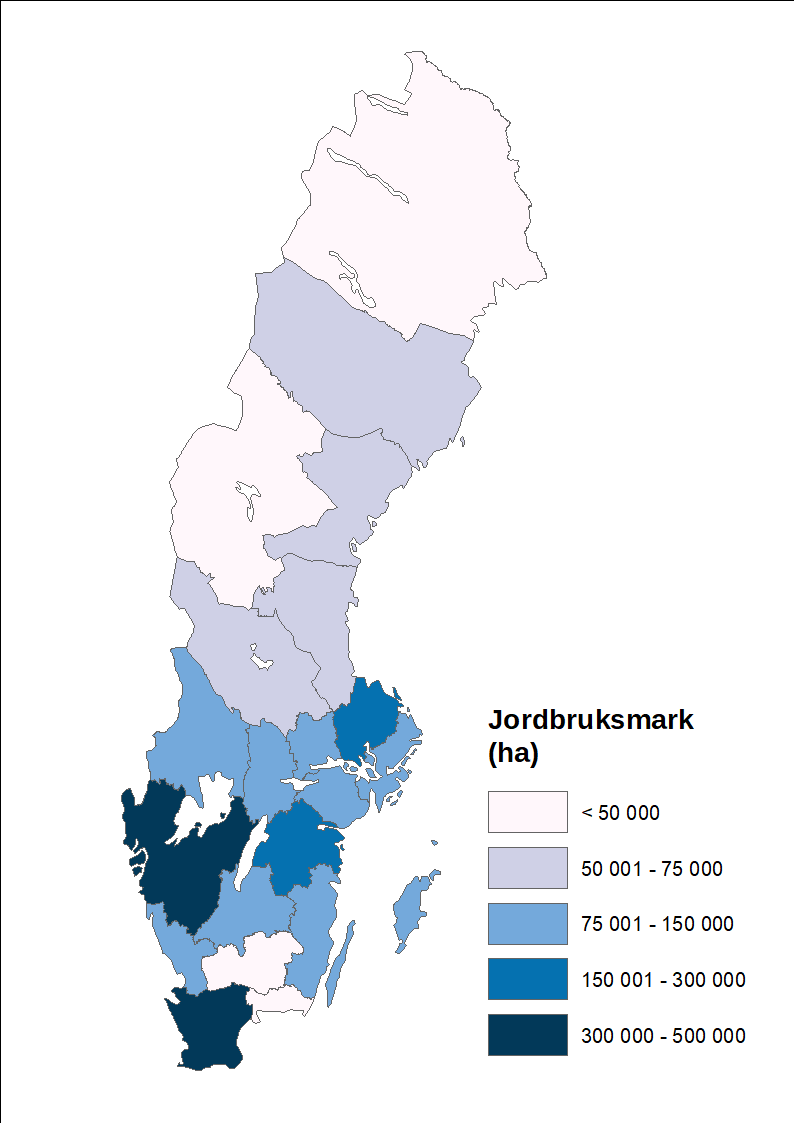
Використання сільськогосподарських угідь на лен в гектарах.

Сільське господарство в Швеції зазнало змін протягом останніх 50 років, де кількість фермерських господарств скоротилася вдвічі з 1970 по 2016 рік, але кількість сільськогосподарських територій, яку кожне підприємство використовувало, як правило, подвоїлася. Продуктивність корів і врожайність зерна також значно зросли з 1970 року. У 2016 році було близько 63 сільськогосподарських підприємств у Швеції, а сільське господарство становило близько 1,2 % загальної зайнятості в країні. Приблизно 8 % загальної площі землі використовують як орну землю або пасовище.
Аграрна політика Швеції займаються на рівні ООН, уряду, ЄС і на парламентському рівні.
Окрім вирощування сільськогосподарських культур та утримання худоби, проводяться також інші види діяльності, такі як кінна діяльність (верхова їзда, школи верхової їзди тощо), міські магазини з їжею вирощеною в регіоні, ремесла, виробництво енергії.

## За регіонами

### Південна Швеція
Сконе, Галланд, Блекінге, Еланд і Готланд. Вегетаційний період становить близько 7 місяців. Тут вирощують головним чином пшеницю, ячмінь, ріпак і цукрові буряки. Тут також вирощують багато картоплі, гороху та інших овочів. Розведення свиней поширене в Сконе і південному місті Галланд. Корови, вівці та птиця поширені на Готланді та Еланд.

### Середня Швеція
Вестйетаслетен, Естйетаслетен, Неркеслетен і Мелердален. Вегетаційний період становить близько 6 місяців. Цей район був морським дном після льодовикового періоду, і тому ґрунт є дуже родючим. Перш ніж отримати правильні плуги в 19 столітті, місцеві жителі не могли орати частково тверду глину. До цього поля були луками, на яких пасли худобу. Сьогодні у Швеції вирощують корми для тварин на луках. Ферми в середній Швеції зазвичай більші, ніж в інших частинах Швеції. Є ферми і замки, які мали пов'язані землі з 17 століття. Багато господарств не займаються тваринництвом, а лише вирощуванням. Тут ростуть трав'яні рослини, картопля, зерно, смородина, пшениця і ріпак.

### Узбережжя Норрланду
Узбережжя Норрланду має найвищу лінію узбережжя у Швеції. Тому поля є старим морським дном. Річки, що проходять через цю територію, також залишили шлам, який також живить поля. Вегетаційний період короткий, всього 3-4 місяці.

## Вплив на навколишнє середовище
Велике використання добрив вплинуло на узбережжя Галланду та Балтійського моря зокрема. Гній запліднює планктон, який потім росте, а коли він гине, то споживає кисень. Внаслідок цього вміст кисню зменшуються, що призводить до того, що тварини померли від дефіциту кисню. Закис азоту, потужний парниковий газ, також виділяється у зв'язку з постачанням азотних добрив. Точна культивація може мінімізувати збитки, спричинені азотними добривами.

## Галерея

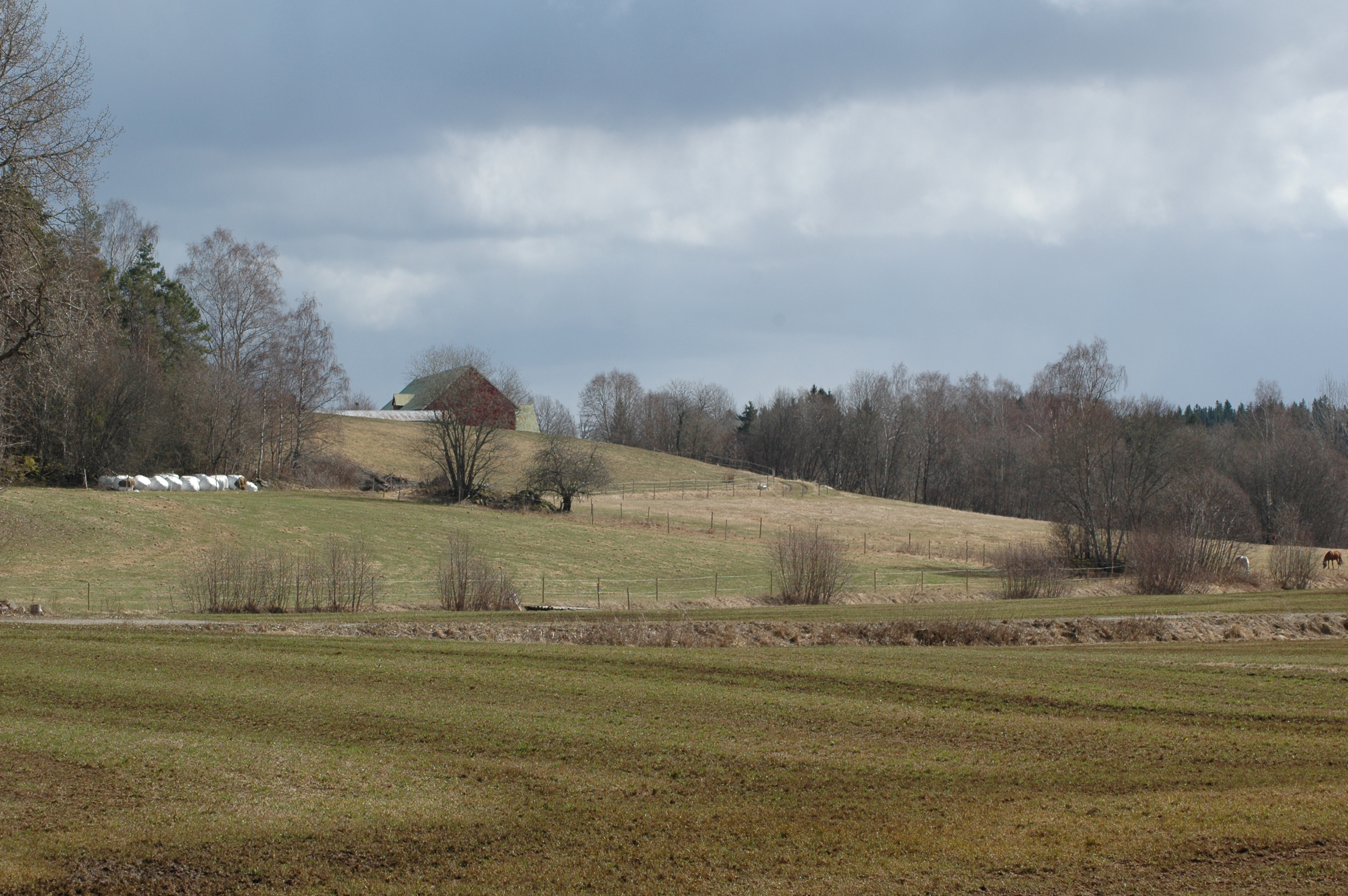
Одне сільське господарство в парафії Гакарпса
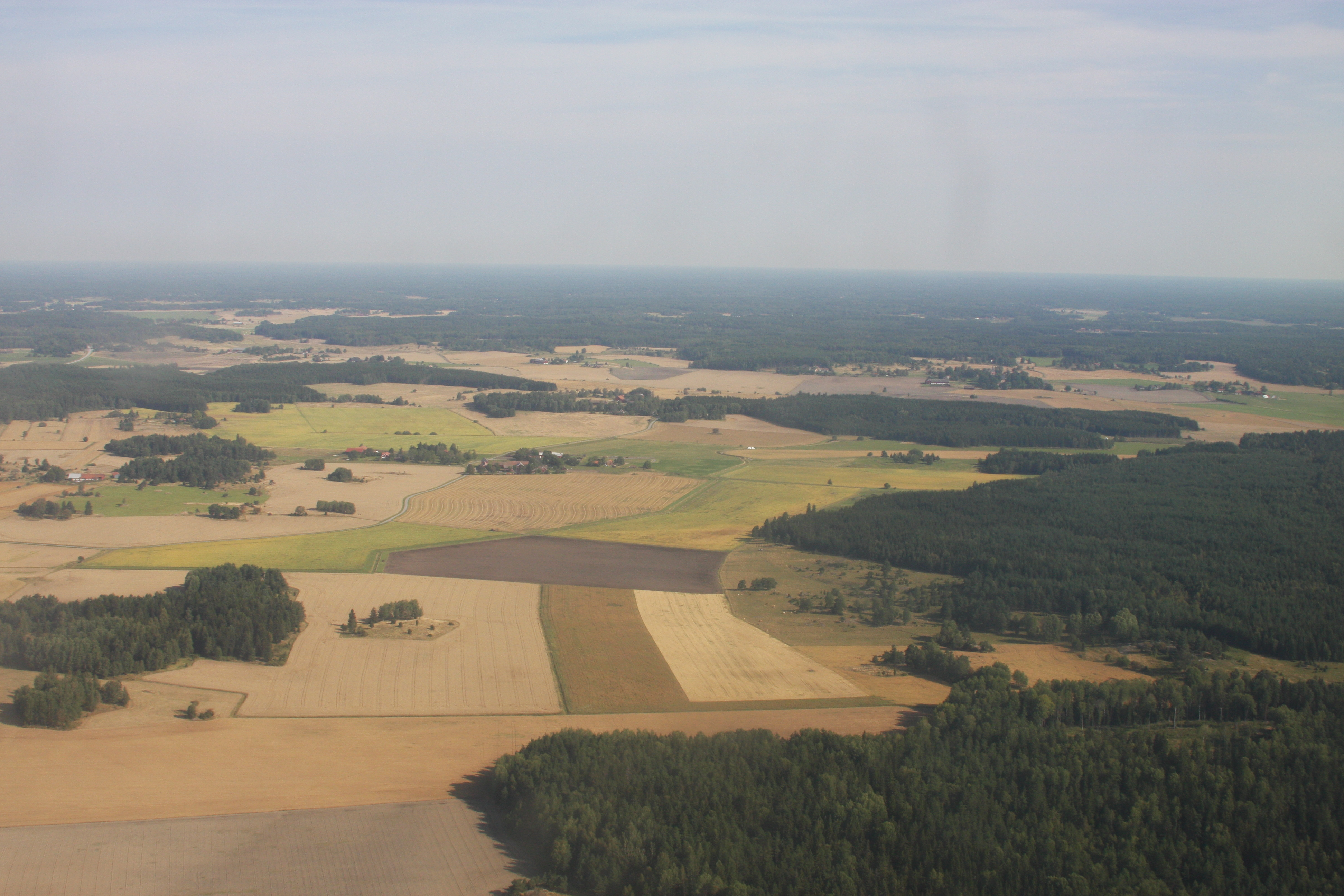
Використання землі навколо Арланда